# Motorpsycho Nitemare
Motorpsycho Nitemare, nota anche come Motorpsycho Nightmare, è una canzone scritta dal cantautore americano Bob Dylan, pubblicata nel 1964 sul quarto album in studio Another Side of Bob Dylan.
La canzone è basata in parte sul film di Alfred Hitchcock Psyco e fa anche riferimento a La dolce vita di Federico Fellini.
Una traduzione del brano è stata registrata in francese nel 1965 da Hugues Aufray.

## Il brano
Il titolo e i testi della canzone di Dylan fanno riferimento al classico thriller di Hitchcock, Psyco, uscito nel 1960. La canzone è una parodia che si ispira anche a barzellette di commessi viaggiatori, dove il protagonista si presenta in una fattoria in cerca di un posto dove passare la notte, solo per essere attirato dalle tentazioni della figlia del contadino. Dylan sposa le trame di base del film e scherza per creare un racconto umoristico con un accenno politico.
All'inizio di Motorpsycho Nitemare, il narratore bussa ad una fattoria dopo una lunga giornata di viaggio, solo per essere salutato da un contadino in possesso di armi da fuoco. All'inizio, l'agricoltore accusa il narratore di essere un venditore ambulante, ma egli nega, sostenendo invece di essere un medico, un "ragazzo pulito che è stato anche al college". Convincendo il contadino, è ben accolto per rimanere durante la notte a condizione di non toccare la figlia del contadino, Rita, e "al mattino, mungere la mucca". Nel bel mezzo della notte, tuttavia, Rita si intrufola nella sua stanza "proprio come se fosse Tony Perkins", ovvero l'attore che interpreta Norman Bates in Psyco. Invita il narratore a fare una doccia, ma lui rifiuta, dicendo che "ha già visto questo film". Il passaggio si riferisce alla famigerata scena della doccia, in cui Marion Crane viene pugnalata a morte mentre fa la doccia nella sua stanza d'albergo. Volendo fuggire ma sentendosi obbligato a rimanere e a mungere la mucca come promesso, il narratore grida una delle cose più offensive che possa pensare: che gli piace Fidel Castro e la sua barba. Infuriato, il contadino lo insegue con colpi di arma da fuoco, accusandolo di essere un "anti-patriottico, sporco dottore, topo comunista".
All'epoca, durante il periodo della guerra fredda con l'ex Unione Sovietica, il comunismo era considerato negli Stati Uniti la principale minaccia della nazione, e Castro, che istituì un governo comunista a Cuba alla fine degli anni '50, era tra i nemici principali. Il narratore fugge, Rita trova lavoro in un motel e il contadino aspetta il narratore nella speranza di consegnarlo all'FBI. Alla conclusione della canzone, il narratore ritiene che "senza libertà di parola, potrei essere nella palude". Queste parole fanno riferimento alla scena finale del film, che mostra l'auto di Marion (con il suo corpo all'interno) rimorchiata dalla palude in cui Bates l'ha affondata. L'implicazione della canzone è che anche le dichiarazioni politiche più oltraggiose sono protette dal Primo Emendamento, e come il personaggio di Dylan realizza, esercitando quel diritto in questo caso forse gli ha salvato la vita.